# Reial Senyoria de Molina
La Reial Senyoria de Molina fou una senyoria del Regne de Castella (a l'actual província de Guadalajara) que va pertànyer a Aragó del 1369 al 1375 després de la conquesta pel Regne d'Aragó als àrabs de l'Emirat de Molina, centrat a la ciutat de Molina o Molina d'Aragó (Molina de Aragón).
La Senyoria de Molina fou conquerit el 1129 pel rei aragonès Alfons I d'Aragó el Bataller, que poc abans era rei consort de Castella (estava casat en segones noces amb Urraca I de Lleó, filla d'Alfons VI de Castella). El fill del primer matrimoni d'Urraca, Alfons Raimúndez (després Alfons VII de Castella) fou proclama rei el 16 de novembre de 1118. El matrimoni amb el rei aragonès fou anul·lat i Na Urraca va morir el 8 de març de 1126. El jove rei es va reconciliar amb el padrastre, que després va morir al Setge de Fraga i a qui va succeir el seu germà Ramir II d'Aragó el Monjo. A la mort d'Alfons VII de Castella, el fill d'Urraca amb l'aragonès (Ferran), va rebre Lleó i Galícia i el fill primogènit del primer matrimoni, Sanç III de Castella. Al morir Sanç el rei de Lleó i Galícia va exigir vassallatge al seu nebot (Alfons VIII de Castella, fill de Sanç III de Castella). El comte Manrique de Lara, que era llavors senyor de Molina i majordom i capità general d'Alfons VIII, es va cuidar de preparar l'homenatge que no es va arribar a portar a terme.
Els primers senyors de Molina foren els Manrique de Lara. El comte Manrique de Lara el 1152 va ser encarregat de repoblar la regió de Molina, i el seu territori es va convertir en senyoria (senyoria de Molina i Mesa) que a partir del primer terç del segle xii fou de fet independent d'Aragó i Castella, amb una independència consentida i consensuada. Manrique de Lara va morir el 1166 en un combat contra Fernando Ruíz de Castro a Huete (Conca). Aragó va trencar cap al 1190 la seva aliança amb Castella i es va aliar a Lleó, Navarra i Portugal contra el rei castellà. El senyor de Molina, situat entre ambdós regnes, es va posar del costat de Castella.
El seu fill Pedro Manrique de Lara, gendre del rei de Navarra, fou el segon senyor.
El tercer senyor fou el segon fill de l'anterior Gonzalo Peréz Manrique de Lara, la filla del qual, Mofalda González Manrique de Lara, es va casar amb Alfons de Molina, germà de Ferran III de Castella (el Sant) i fill d'Alfons IX de Castella, conegut com l'Infant de Molina. El seu germà gran Pedro va ser exclòs pel conveni conegut com la Concòrdia de Zafra.
L'Infant castellà Alfonso Fernández el Nen (fill bastard d'Alfons X de Castella el Savi), fou el cinquè senyor de Molina en casar-se amb na Blanca Alonso, neboda del rei Ferran el Sant i cosina germana d'Alfons X. La senyoria va passar a la Corona de Castella el juny de 1293 quan per la mort de la cinquena senyora na Blanca, havent mort soltera la seva filla Mofalda (l'altra filla Isabel estava casada amb Juan Núñez de Lara i era senyora d'Albarrasí), la va heretar la seva mig germana Maria Alfonso de Menese, muller de Sanç IV el Brau, coneguda com a Maria de Molina, sisena senyora, i des de llavors unida a la corona.
El 1369 es va entregar al Regne d'Aragó a la mort de Pere I de Castella el Cruel, i per evitar caure en mans de Bertrand du Guesclin (al que Enric de Trastàmara havia donat un ducat que incloïa Molina), i en fou nomenat alcalde a García de Vera. El 1375, feta la pau entre Aragó i Castella va tornar a aquest regne i va canviar el nom de Molina de los Caballeros per Molina de Aragón.

## Llista de senyors de Molina i Mesa
- Manrique Pérez de Lara 1152-1166
- Pere Manrique de Lara 1166-?
- Gonzalo Peréz Manrique de Lara?
- Mofalda González Manrique de Lara?
- Alfons de Castella, l'infant de Molina (espòs)?
- Blanca Alonso Manrique de Lara? -1293
- Alfonso Fernández el nen (espòs)?
- Maria Alfonso de Menese 1293-?
- Sanç IV de Castella el brau 1293
- a la corona castellana 1293-1369
- Pere I de Castella 1369-1375
- García de Vera (alcalde) 1369-1375
- a la corona castellana 1375